# Починок (Боровецкое сельское поселение)
Починок — деревня в Сокольском районе Вологодской области.
Входит в состав Боровецкого сельского поселения, с точки зрения административно-территориального деления — в Боровецкий сельсовет.
Расстояние по автодороге до районного центра Сокола — 16,3 км, до центра муниципального образования Обросова — 5,3 км. Ближайшие населённые пункты — Клыжово, Пахталка, Лендобово.
По переписи 2002 года население — 3 человека.

## Административно-территориальная трансформация
1873 год - Казенная деревня (деревня, земли которой принадлежат государству и в ней живут государственные крестьяне) Починок, при реке Сухоне, Вологодской губернии, Вологодского уезда. Число дворов 8, жителей мужского пола 24, женского пола 20
1911 год - Деревня Починок, Святолуцкого сельского общества, Архангельской волости, Вологодского уезда, Вологодской губернии. Приписано хозяйств 21, мужчин 43, женщин 65
1930 год - Деревня Починок, Первомайский сельсовет, Свердловский район, Северный край. Число дворов 31.
Похозяйственные книги по учету граждан, проживающих в деревне в 1935 году хранятся в архивном отделе села Устье в фонде "Исполнительный комитет Первомайского сельского Совета депутатов трудящихся Усть-Кубинского района Вологодской области".

## Люди, связанные с деревней
Левичев Василий Николаевич (22 декабря 1891 — 26 ноября 1937) — советский военный деятель, первый заместитель начальника Генерального штаба РККА, комкор, с 1933 по 1934 - военный атташе в Германии, с 1934 по июнь 1937 - член Военного Совета при народном комиссаре обороны СССР.
Родился в деревне Починок, Святолуцкого сельского общества, Архангельской волости, Вологодского уезда, Вологодской губернии в крестьянской семье.
Решением Вологодского горисполкома от 23 октября 1963 года в честь Левичева Василия Николаевича улица Речников в городе Вологда была переименована в улицу Левичева.
8 июля 1926 года, находясь в должности начальником Главного управления РККА первым предложил учредить и выдавать новую награду — «орден Ильича» — лицам, уже имевшим четыре ордена Красного Знамени.